# Wighart von Koenigswald
Wighart von Koenigswald és un paleontòleg alemany, catedràtic de la Universitat de Bonn i president de l'associació EuroMam.
Ha estudiat els fòssils trobats al jaciment de Messel. Malgrat que ja se sabia que un llac volcànic situat a la zona del jaciment en temps de l'Eocè podria haver alliberat núvols de gas tòxic, encara quedava per resoldre la qüestió de per què alguns animals havien mort tots a la mateixa època de l'any però en anys diferents. L'equip de von Koenigswald trobà indicis d'una toxina produïda per cianobacteris en els sediments de Messel. A partir d'això, deduïren que les morts dels animals a la mateixa època de l'any es devien a un enverinament de l'aigua causat pel floriment estacional dels cianobacteris.
Entre altres espècies, descrigué Leptictidium tobieni juntament amb Gerhard Storch.

## EuroMam
Wighart von Koenigswald és un dels membres principals de l'associació EuroMam (European Quaternary Mammal Research Association), que intenta coordinar el treball entre els científics i paleontòlegs que estudien els mamífers del Quaternari.
| «                     | Si estudiéssim els dinosaures en lloc dels mamífers del Plistocè, el nostre treball atrauria més atenció en l'àmbit científic i entre el públic en general. Alguns dels nostres col·legues d'altres disciplines estan convençuts que ja es coneix gairebé tot sobre els ossos de les cavernes o els mamuts i que els detalls que manquen tenen poc interès. És clar, nosaltres no compartim aquesta opinió, però com podem lluitar contra aquestes conviccions? Per començar, podríem presentar els nostres resultats de manera més entusiasta, especialment al públic, perquè augmenti la notorietat del nostre camp. No només cal publicitar millor la nostra disciplina, sinó també, especialment, una cooperació més intensa entre científics dels països europeus. | » |
| — W. von Koenigswald, | |   |